# Fruit Logistica
Veletrh Fruit Logistica je mezinárodní veletrh, který se koná v Berlíně. Veletrh je zaměřený na obchod s čerstvým ovocem a zeleninou. Na tomto veletrhu se představují společnosti z různých zemí, zaměřené na prodej a pěstování ovoce a zeleniny, výrobu balicích materiálů a techniky, distribucí a logistikou. Pro každý ročník je určena partnerská země, pro rok 2017 bylo vybráno Německo.
Jedná se o nejdůležitější veletrh v této oblasti. Fruit Logistica se koná od roku 1993 pravidelně vždy na začátku roku na výstavišti v Berlíně. V roce 2016 veletrh navštívilo přibližně 70 000 návštěvníků.
V roce 2017 se konal 8. – 10. února.